# Краун Сити (Охајо)
Краун Сити (енгл. Crown City) град је у америчкој савезној држави Охајо.

## Демографија
По попису из 2010. године број становника је 413, што је 2 (0,5%) становника више него 2000. године.
| Група             | 2000.       | 2010.       |
| Белци             | 400 (97,3%) | 406 (98,3%) |
| Афроамериканци    | 1 (0,2%)    | 0 (0,0%)    |
| Азијати           | 0 (0,0%)    | 4 (1,0%)    |
| Хиспаноамериканци | 5 (1,2%)    | 2 (0,5%)    |
| Укупно            | 411         | 413         |